# Georgetown (Idaho)
Georgetown is een plaats (city) in de Amerikaanse staat Idaho, en valt bestuurlijk gezien onder Bear Lake County.

## Demografie
Bij de volkstelling in 2000 werd het aantal inwoners vastgesteld op 538.
In 2006 is het aantal inwoners door het United States Census Bureau geschat op 494, een daling van 44 (-8,2%).

## Geografie
Volgens het United States Census Bureau beslaat de plaats een oppervlakte van
1,7 km², geheel bestaande uit land. Georgetown ligt op ongeveer 1845 m boven zeeniveau.

## Plaatsen in de nabije omgeving
De onderstaande figuur toont nabijgelegen plaatsen in een straal van 36 km rond Georgetown.